# Consuelo Kanaga
Consuelo Delesseps Kanaga (Astoria, Oregón, 25 de mayo de 1894 - 28 de febrero de 1978) fue una fotógrafa y escritora estadounidense.

## Vida
Hija de Amos Ream Kanaga y Mathilda Carolina Hartwig, su padre era abogado y juez en Ohio. Después fue fiscal de distrito en Astoria, y viajó mucho. Después de mudarse a California en 1915, su madre ejerció de agente inmobiliario. El apellido "Kanaga" es de origen suizo.  Escribía su nombre como "Consuela" en las décadas de 1920 y 1930, pero ahora generalmente figura como Consuelo. Se dice que su segundo nombre "Delesseps" proviene de la admiración de su madre por Ferdinand de Lesseps, el diplomático francés y promotor del Canal de Suez. 
En 1915, consiguió un trabajo como reportera, redactora y fotógrafa a tiempo parcial para el San Francisco Chronicle . Dorothea Lange dijo más tarde que Kanaga fue la primera fotógrafa de un periódico que conoció.  Conoció la revista Camera Work de Alfred Stieglitz y decidió convertirse en fotógrafa. Lange la animó a dedicarse a la fotografía y la presentó a la comunidad de fotógrafos artísticos del Área de la Bahía de San Francisco, en particular Anne Brigman, Edward Weston, Francis Bruguière y Louise Dahl-Wolf .
En 1922 se mudó a Nueva York para trabajar como fotoperiodista para el periódico New York American . Mientras estaba en Nueva York, un compañero de trabajo del periódico, Donald Litchfield, le presentó a Alfred Stieglitz. Stieglitz la ayudó a transformar su visión del fotoperiodismo a un estilo más artístico.
En 1926 conoció a Tina Modotti, que estaba de visita en San Francisco, y montó una pequeña exposición de fotografías de Modotti en el Kanaga Studio de Post Street. Con la ayuda del mecenas de arte Albert Bender, planeó una gira por Europa, y en 1927 pasó la última parte del año  fotografiando en Francia, Alemania, Hungría e Italia. 
Tras un viaje a Túnez en enero de 1928 regresó a Nueva York. Inicialmente, Kanaga encontró trabajo como retocadora fotográfica, pero a los pocos meses tenía su propio cuarto oscuro e imprimía sus  fotografías de Europa. En 1930 se mudó a San Francisco.
En 1931 comenzó a fotografiar al afroamericano Eluard Luchell McDaniels, un joven que trabajaba para ella como personal de mantenimiento y chófer. Pronto dedicó gran parte de su fotografía a imágenes de afroamericanos, sus hogares y su cultura.
En 1932 fue invitada a participar en la famosa exposición del Grupo f/64 en el Museo Memorial MH de Young. El anuncio de la exposición enumeraba a siete fotógrafos del grupo y decía: "Se pedirá a otros fotógrafos que muestren su trabajo con el Grupo f/64. Los invitados a la primera muestra son: Preston Titular, Consuela Kanaga, Alma Lavenson, Brett Weston ."  En 1934, el grupo decía en la revista Camera Craft: "El grupo F:64 incluye entre sus miembros nombres tan conocidos como Edward Weston, Ansel Adams, Willard Van Dyke, John Paul Edwards, Imogene [sic] Cunningham., Consuela Kanaga y varios otros."  En una entrevista posterior, la propia Kanaga dijo: "Estuve en ese programa f/64 con Edward Weston, Imogen Cunningham, Willard Van Dyke y Ansel Adams, pero no estaba en un grupo, ni pertenecía a ningún grupo".  
En 1935 regresó a Nueva York y entrevistó a varias familias en Harlem con quienes esperaba vivir mientras documentaba sus vidas. Mientras estaba allí, conoció al pintor Wallace Putnamy a los tres meses se casaron. Pasaron parte de su luna de miel visitando a Alfred Stieglitz en su casa de Lake George .
En 1938 se unió a la Photo League, donde dio conferencias y lideró los proyectos del Documentary Group, incluido Neighborhoods of New York .  Sus fotografías aparecieron en publicaciones de la época, incluidas New Masses, Labor Defender y Sunday Worker .  A partir de 1940 dejó la enseñanza y estuvo fotografiando y exponiendo activamente durante las décadas de 1940, 50 y 60. En la última década se volvió muy activa en materia de derechos civiles y fotografió muchas manifestaciones y marchas. En 1963 fue arrestada en Albany, Georgia, durante la Caminata por la Paz. Pasó la segunda mitad de la década de 1960 yendo y viniendo de Francia. 
Según the The New York Times "Continuó trabajando hasta los 70 años, a pesar de sufrir enfisema y cáncer, que probablemente fueron causados por los productos químicos utilizados en el laboratorio. Su trabajo, aunque comparativamente pequeño, es consistentemente excepcional Consuelo Kanaga murió prácticamente desconocida el 28 de febrero de 1978, pero su talento perdura."  Todo su patrimonio ascendía a 1.345 dólares en equipo fotográfico, casi 2.500 negativos y 375 copias.

## Fotografía
Kanaga está considerada como "una de las fotógrafas más trascendentes de Estados Unidos y, sorprendentemente, menos conocidas".  Tenía una amplia gama de intereses, desde pictorialismo hasta fotoperiodismo, retratos, paisajes urbanos y naturalezas muertas. Se ha dicho que el tema dominante en su trabajo es un "interés permanente y compromiso con la escena estadounidense".  Celebró al ser humano en cada fotografía que tomó. También destacó por sus habilidades en el cuarto oscuro.
Retrató a muchos artistas y escritores de las décadas de 1930 y 1940, incluidos Milton Avery, Morris Kantor, Wharton Esherick, Mark Rothko y W. Eugene Smith .
Es significativo que las cuatro impresiones que contribuyó a la primera exposición del Grupo f/64 fueran retratos de negros, incluidos dos de Eluard Luchell McDaniel, a quien fotografiaría repetidamente en los años siguientes.  Kanaga también fotografió a escritores e intelectuales negros, entre ellos Langston Hughes y Countee Cullen .
En 1949 formó parte de la exposición 50 fotografías de 50 fotógrafos: hitos en la historia de la fotografía en el Museo de Arte Moderno de Nueva York.

### Family of Man
La imagen más conocida de Kanaga, "Ella es un árbol de vida", la tituló así Edward Steichen para la histórica exposición Family of Man en 1955. La imagen, procedente de un estudio sobre trabajadores inmigrantes en Florida, muestra a una mujer negra, enmarcada contra una pared blanca, que reúne a sus hijos con ternura.
Continuó fotografiando durante los años 60, como por ejemplo una serie de fotografías de manifestaciones por los derechos civiles en Albany, Georgia, en 1963. En 1974 presentó una exposición en la Galería Lerner-Heller de Nueva York y en 1976, una retrospectiva en el Museo de Brooklyn. En 1977 realizó una exposición en Wave Hill, Riverdale, Nueva York, seguida de una participación en una exposición del grupo de fotógrafos original del f.64 en la Universidad de Missouri.
En octubre de 1993 se celebró en el Museo de Brooklyn la primera gran retrospectiva de su obra. La exposición contenía unas 120 copias en gelatina de plata, muchas de las cuales nunca antes habían sido vistas ni publicadas. Fueron obtenidas de los más de 2.000 negativos y 340 copias que el marido de la artista, Wallace Putnam, dejó en el Museo de Brooklyn en 1982. La exposición estuvo acompañada de un catálogo publicado por el Museo de Brooklyn en asociación con University of Washington Press. La publicación incluyó una introducción de William Maxwell y ensayos de Barbara Head Millstein y Sarah M. Lowe.  

Sobre su trabajo dijo:
Podría haber trabajado mucho más, pero también tenía el deseo de decir lo que sentía sobre la vida. Cosas tan simples como un pequeño cuadro en la ventana o en un rincón del estudio o una vieja estufa en la cocina siempre me han fascinado. Están muy vivas, estas flores y hierbas con el rocío sobre ellas. Stieglitz siempre decía: "¿Qué tienes que decir?" Creo que en algunos casos dije algunas cosas, expresé lo que sentía, tratando de mostrar el horror de la pobreza o la belleza de los negros. Creo que en fotografía lo que has hecho es lo que has tenido que decir. En todo este ha sido el mensaje de mi vida. Una cena sencilla, estar con alguien a quien amas, ver un ciervo venir a comer o beber al granero... cosas así me gustan. Si pudiera hacer una fotografía verdadera y tranquila, la preferiría a tener muchas respuestas. 

## Galería

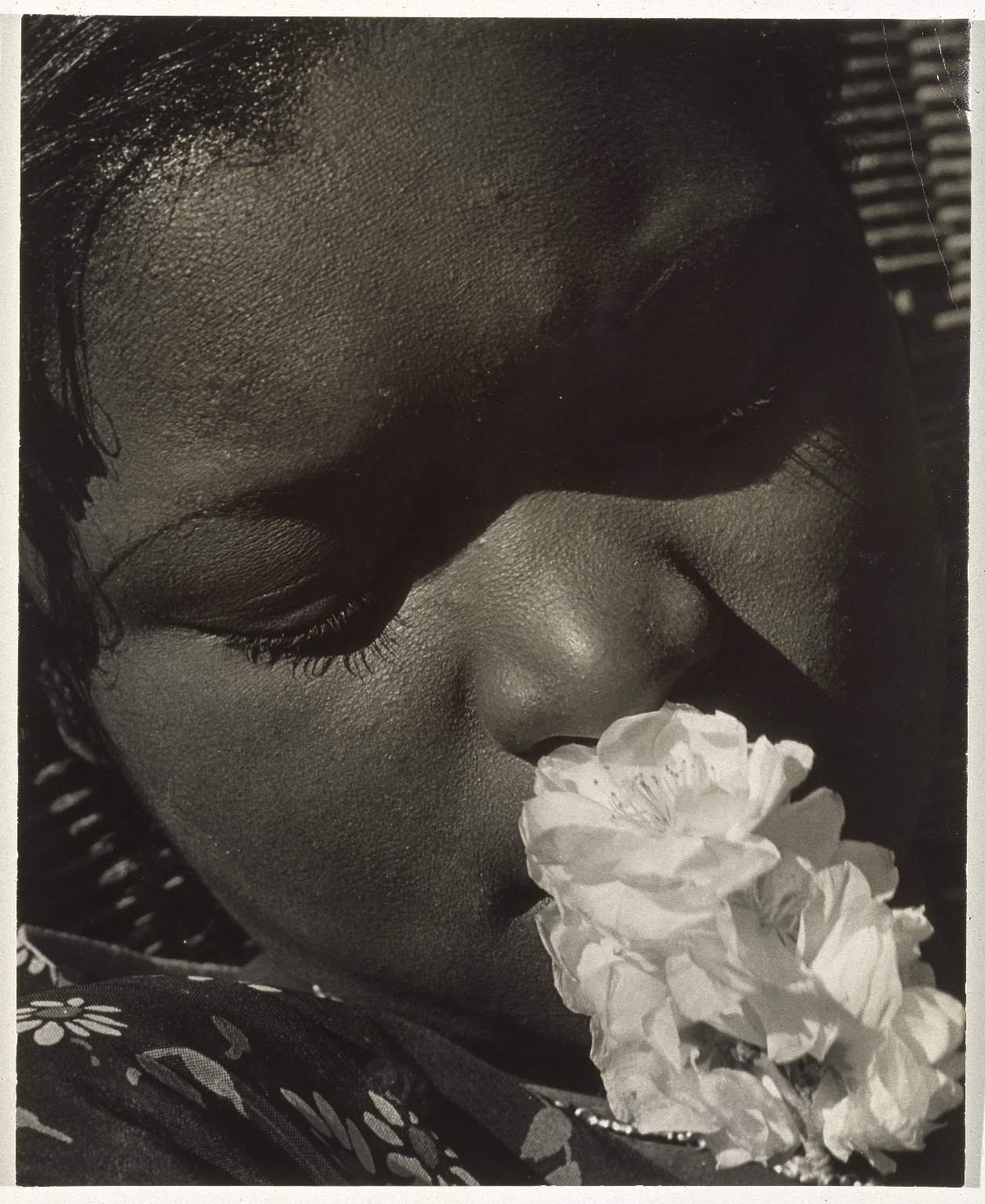
Consuelo Kanaga,Frances con una flor, principios de los años 30.Museo de Brooklyn
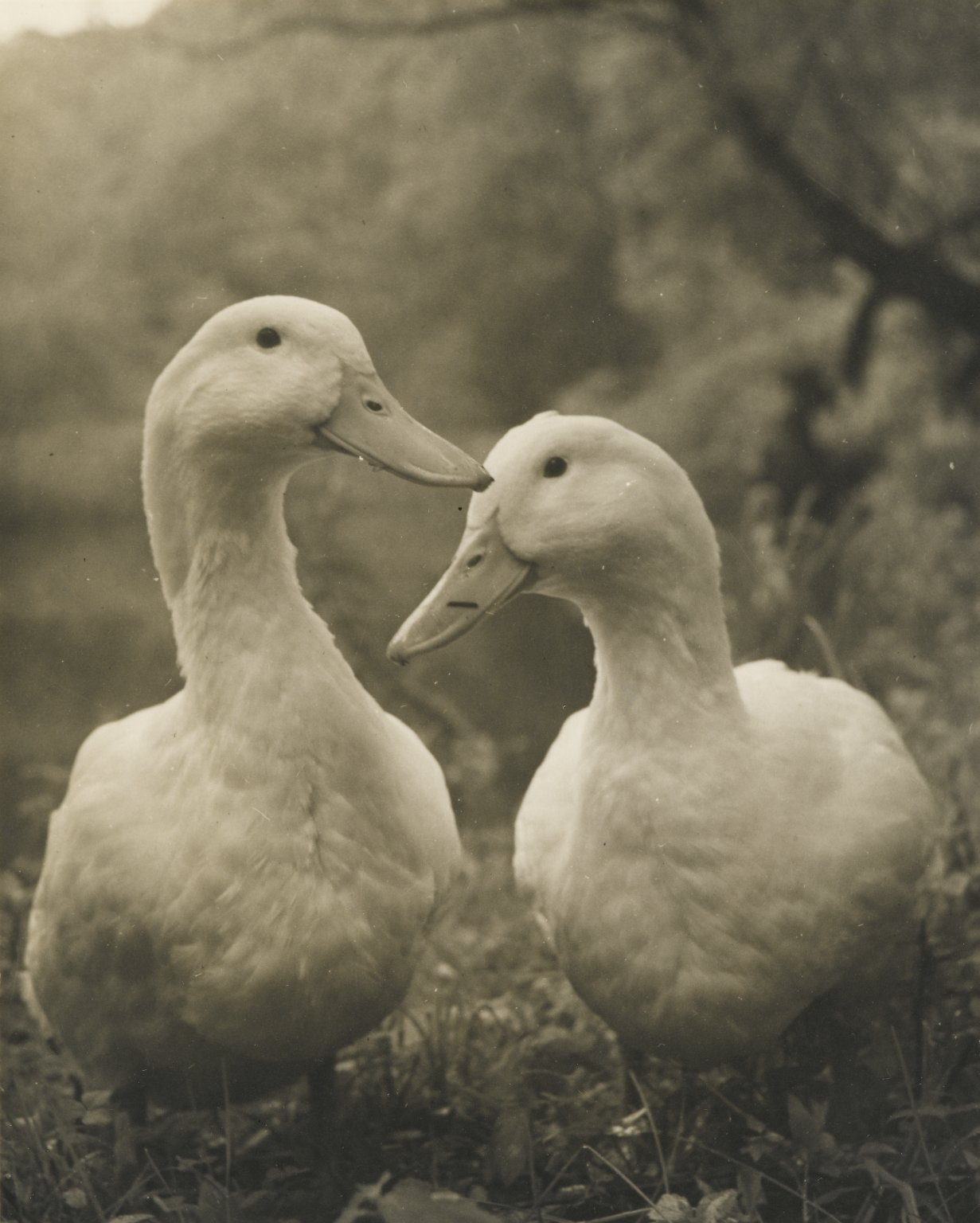
Consuelo Kanaga,[Sin título] (Dos patos).Museo de Brooklyn
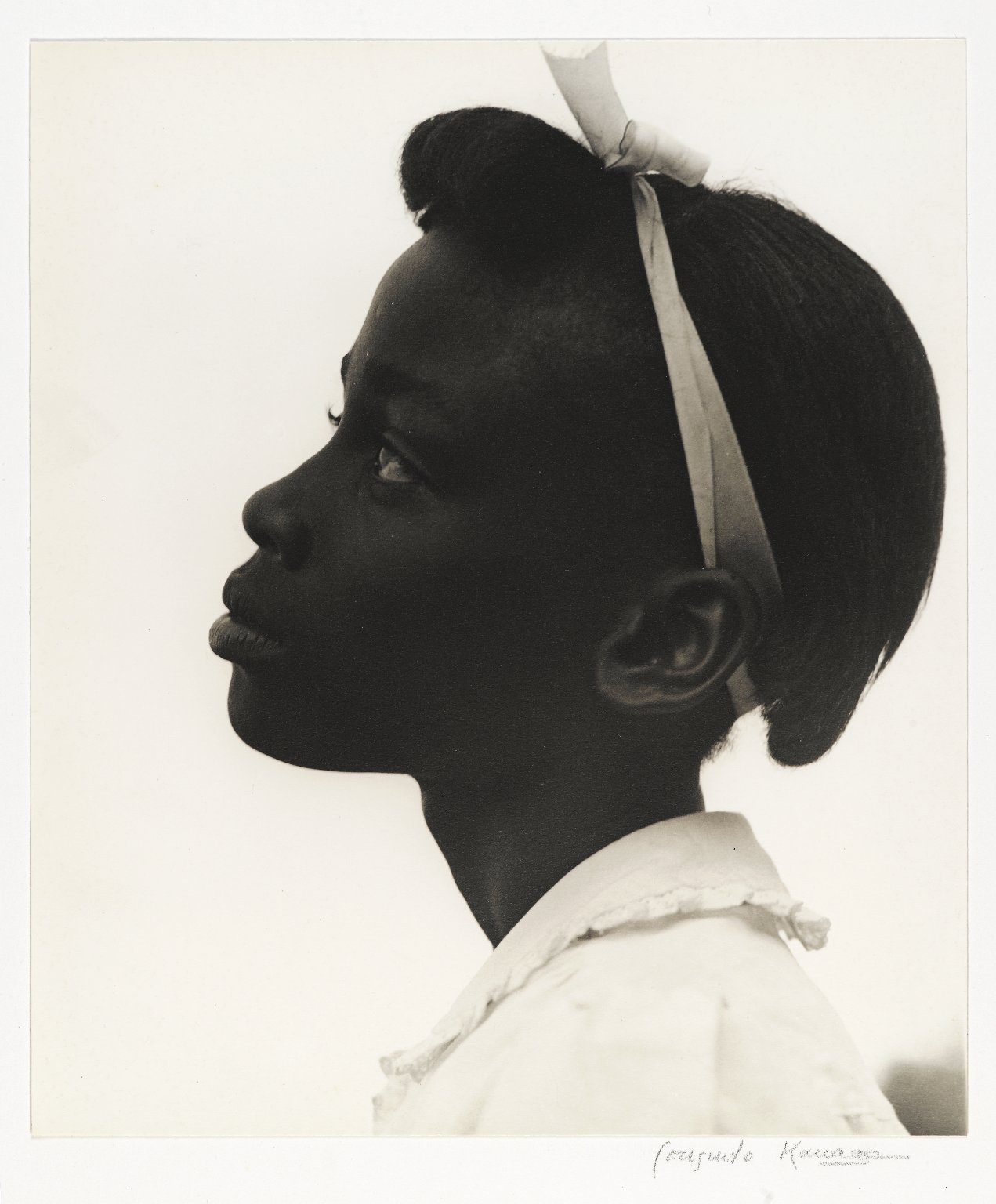
Consuelo Kanaga,[Joven de perfil] (de la serie Tennessee), 1948.Museo de Brooklyn
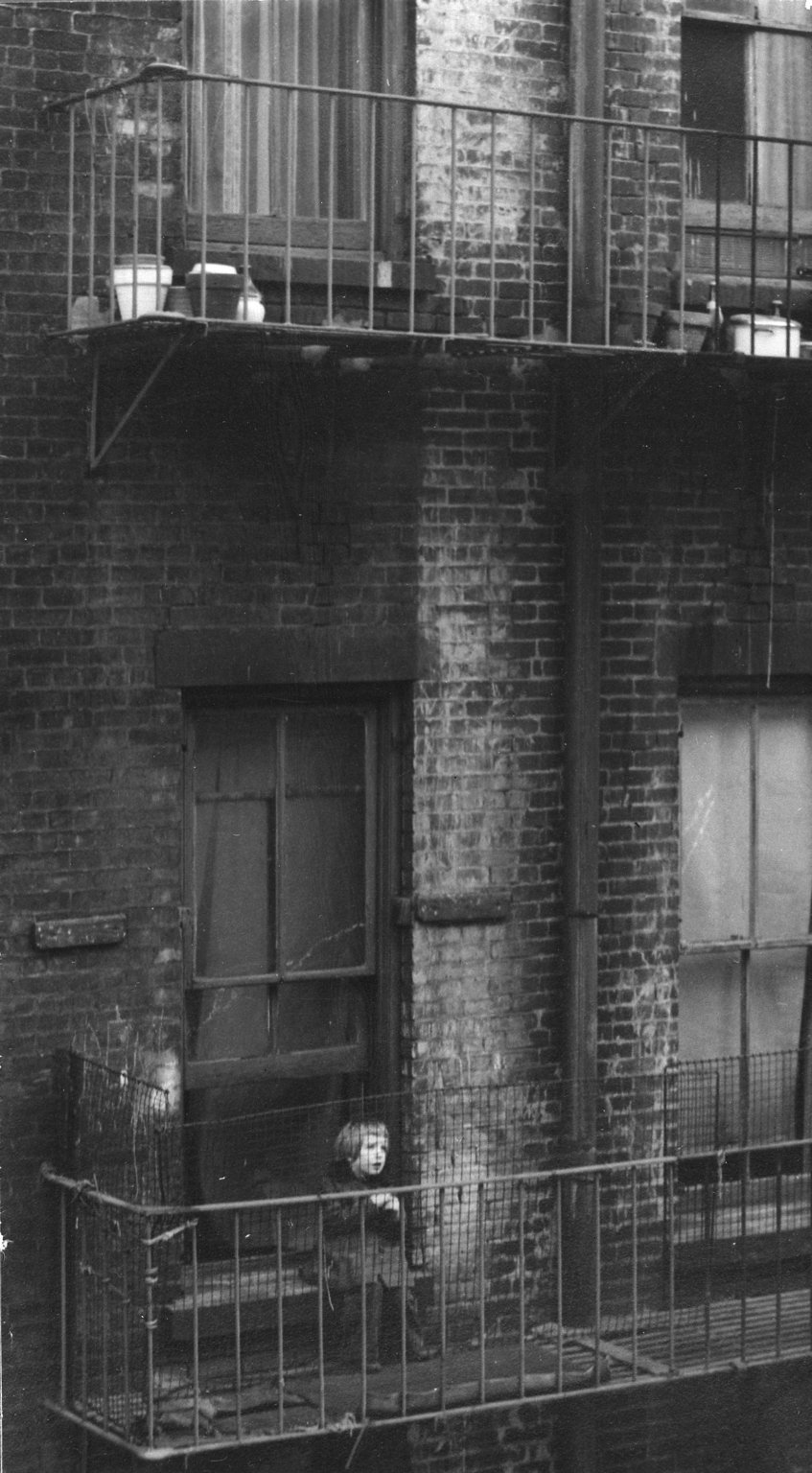
Consuelo Kanaga,Sin título (Vivienda, Niño en la escalera de incendios, Nueva York), mediados de los años treinta.Museo de Brooklyn
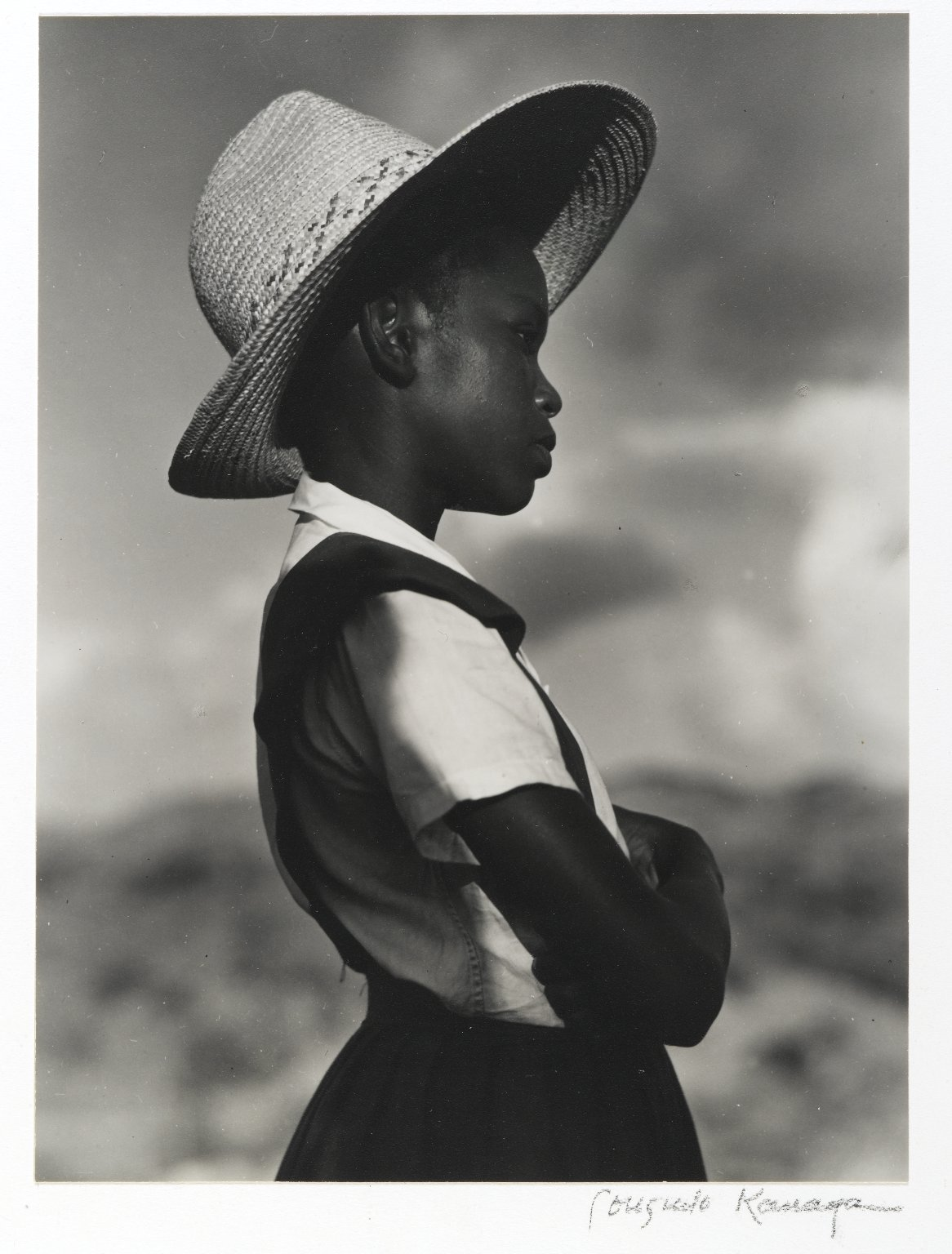
Consuelo Kanaga,colegiala, Santa Cruz, 1963.Museo de Brooklyn
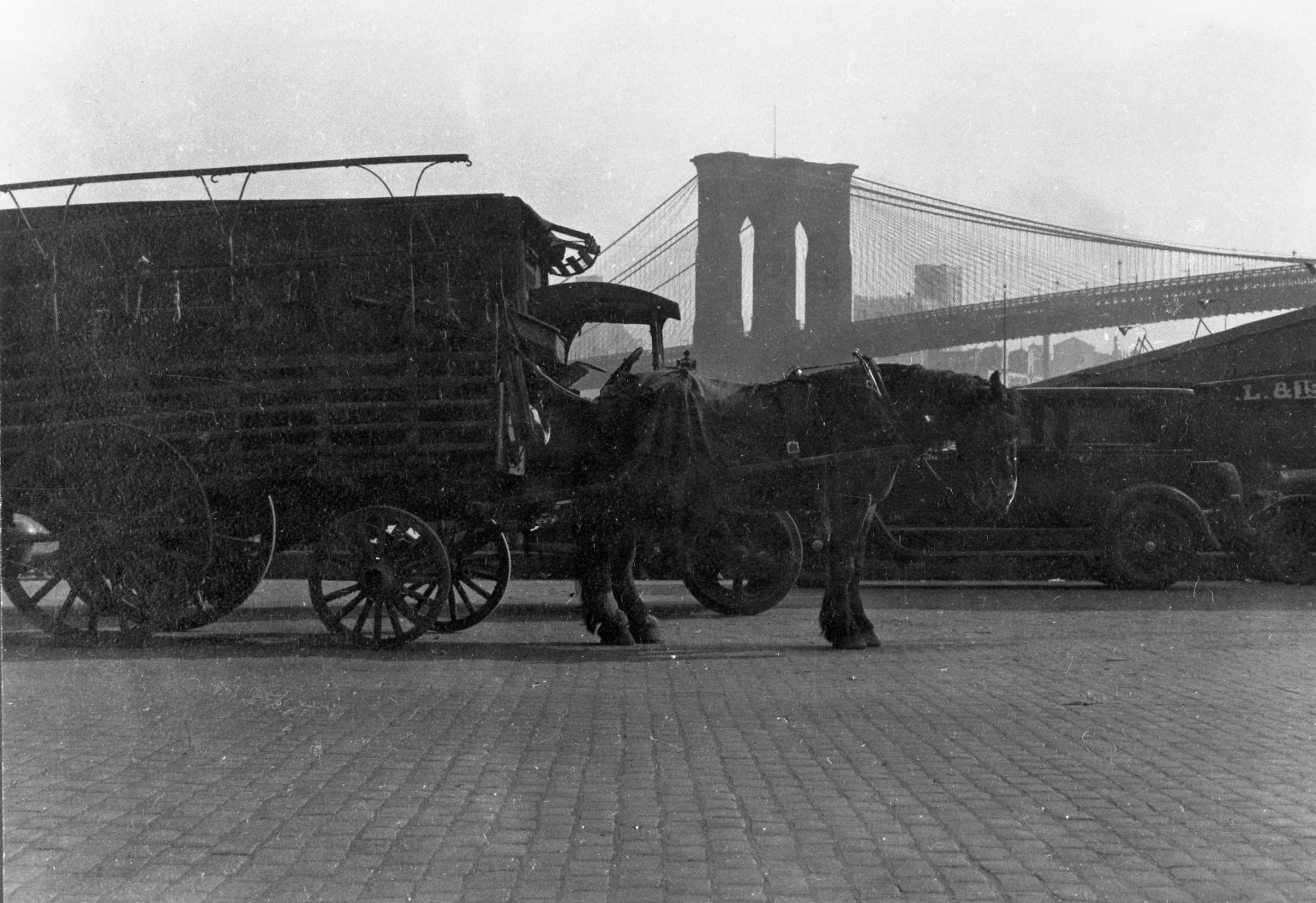
Consuelo Kanaga,Sin título, (Carro tirado por caballos), 1922-1924.Museo de Brooklyn
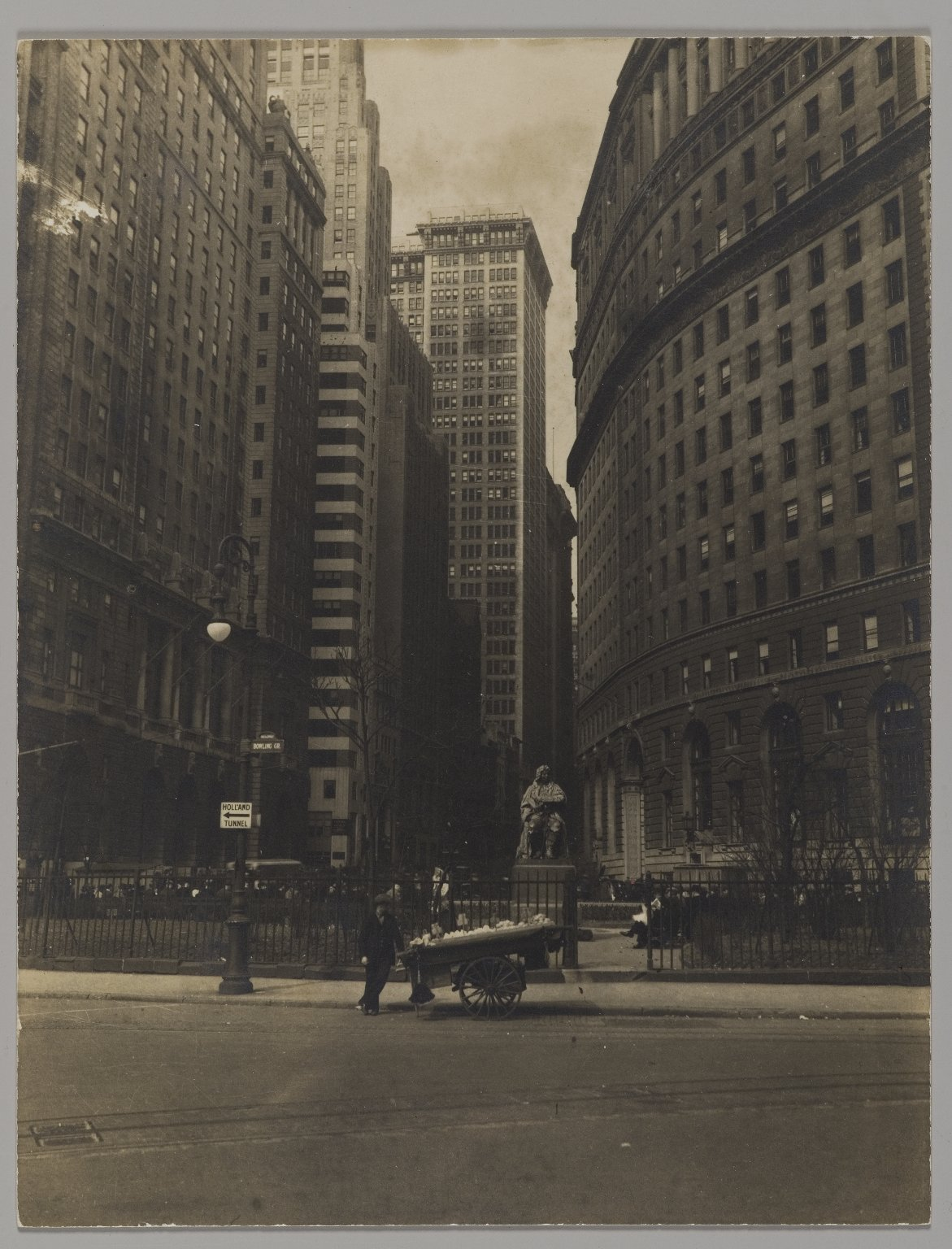
Consuelo Kanaga,Sin título (Bowling Green, Nueva York). Museo de Brooklyn
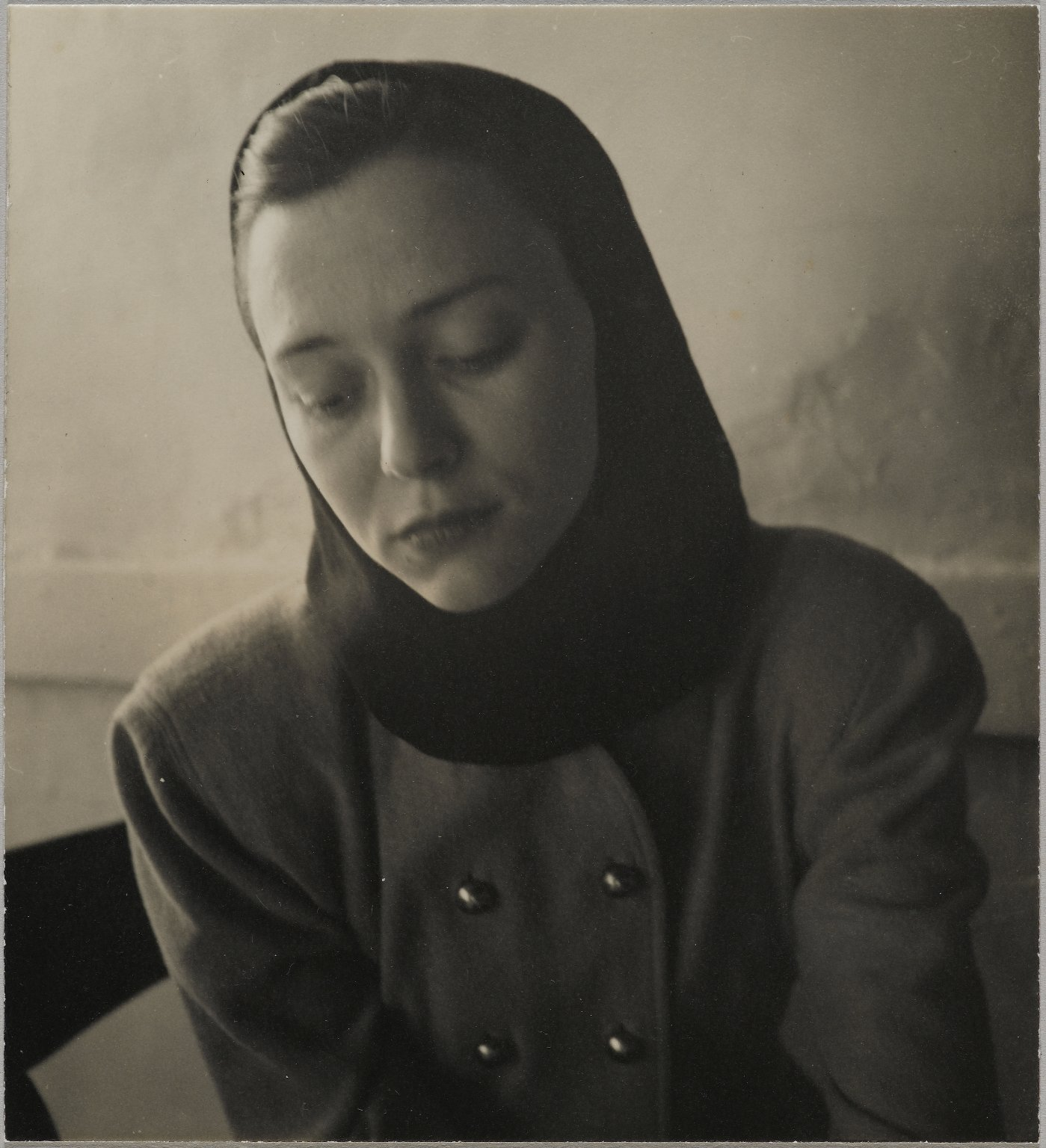
Consuelo Kanaga,[Sin título] (Mujer con capucha). Museo de Brooklyn
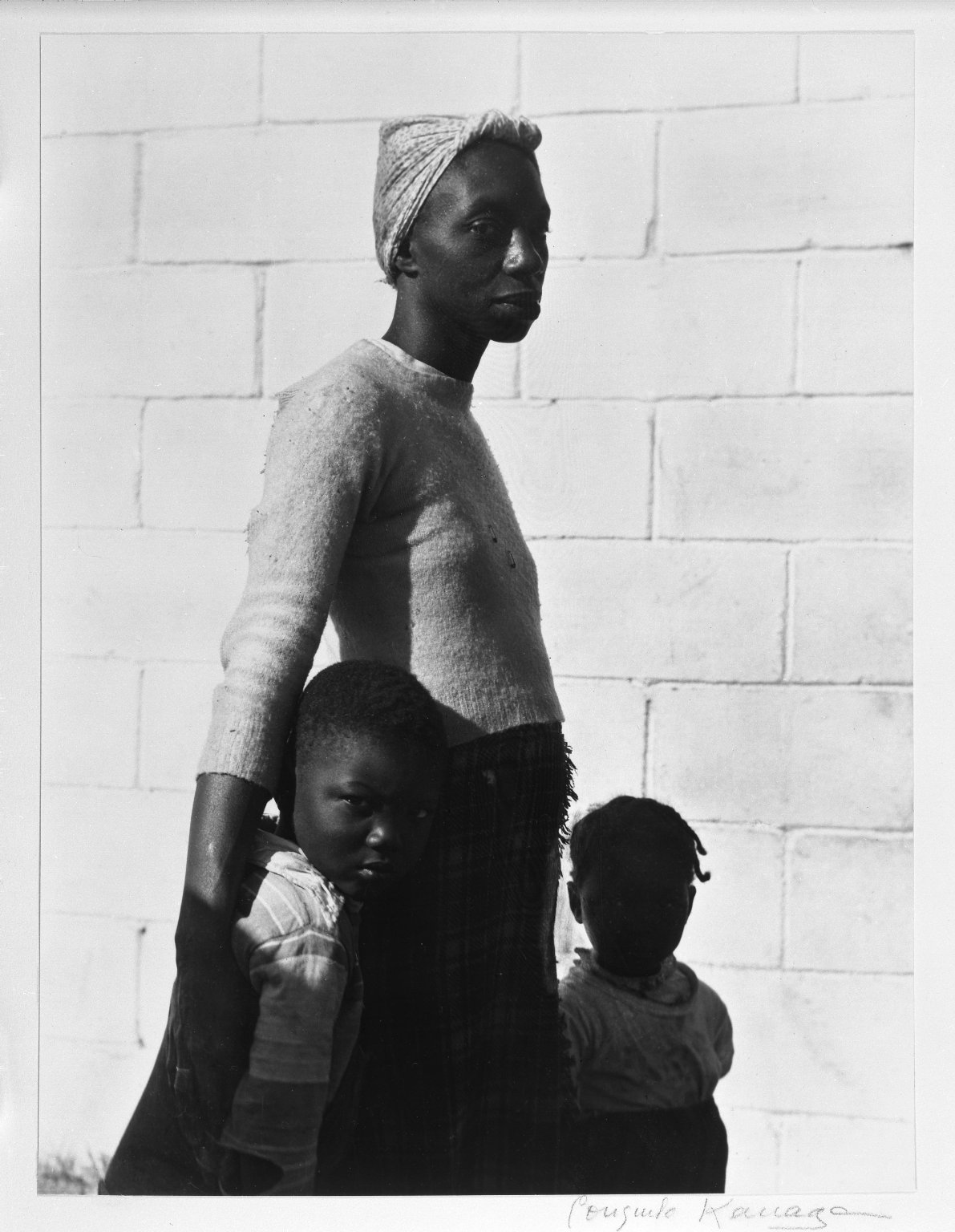
Consuelo Kanaga,[Sin título](Madre con hijos), 1950.Museo de Brooklyn
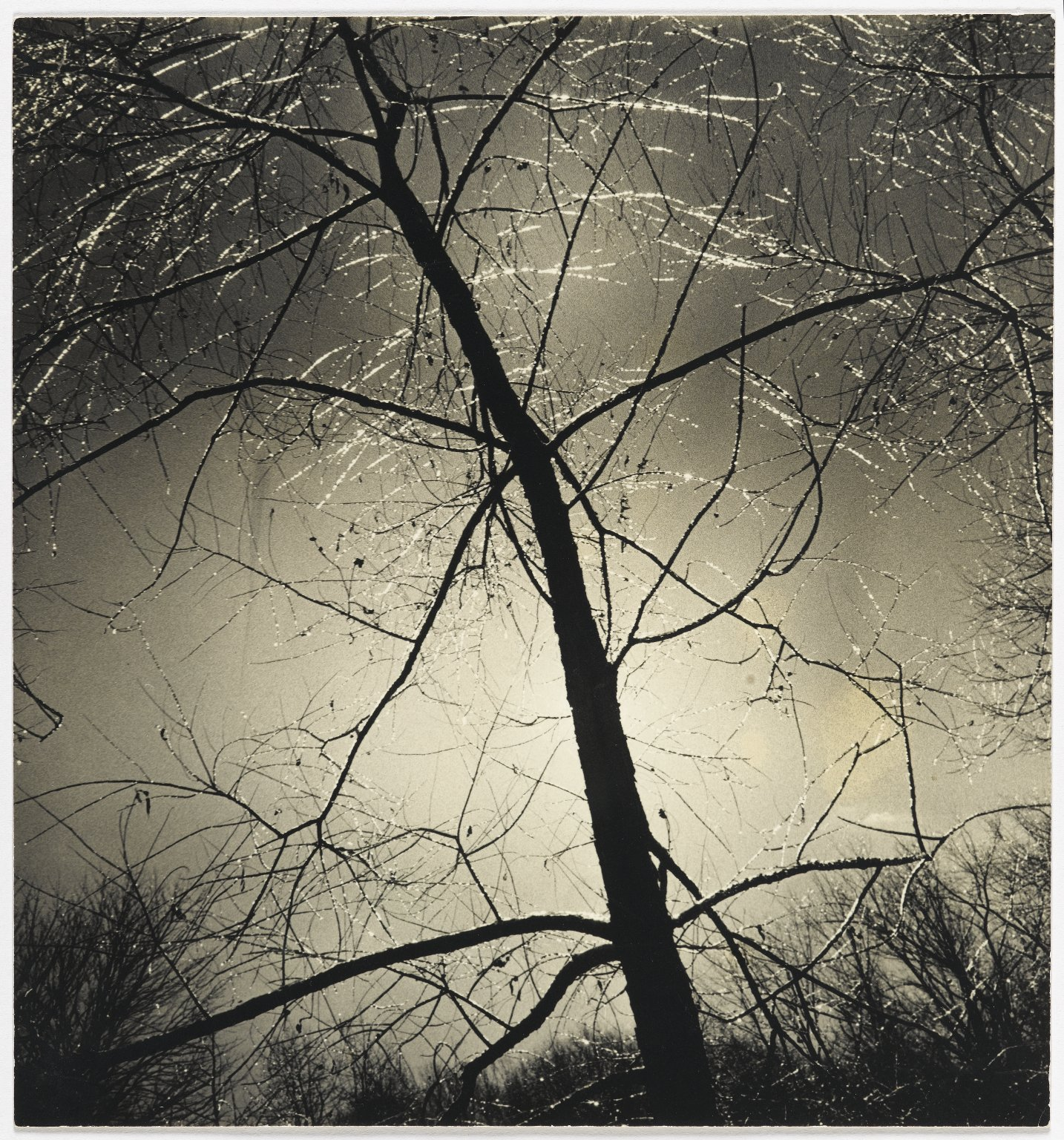
Consuelo Kanaga,Sin título (Mañana de hielo, Putnam Pond).Museo de Brooklyn
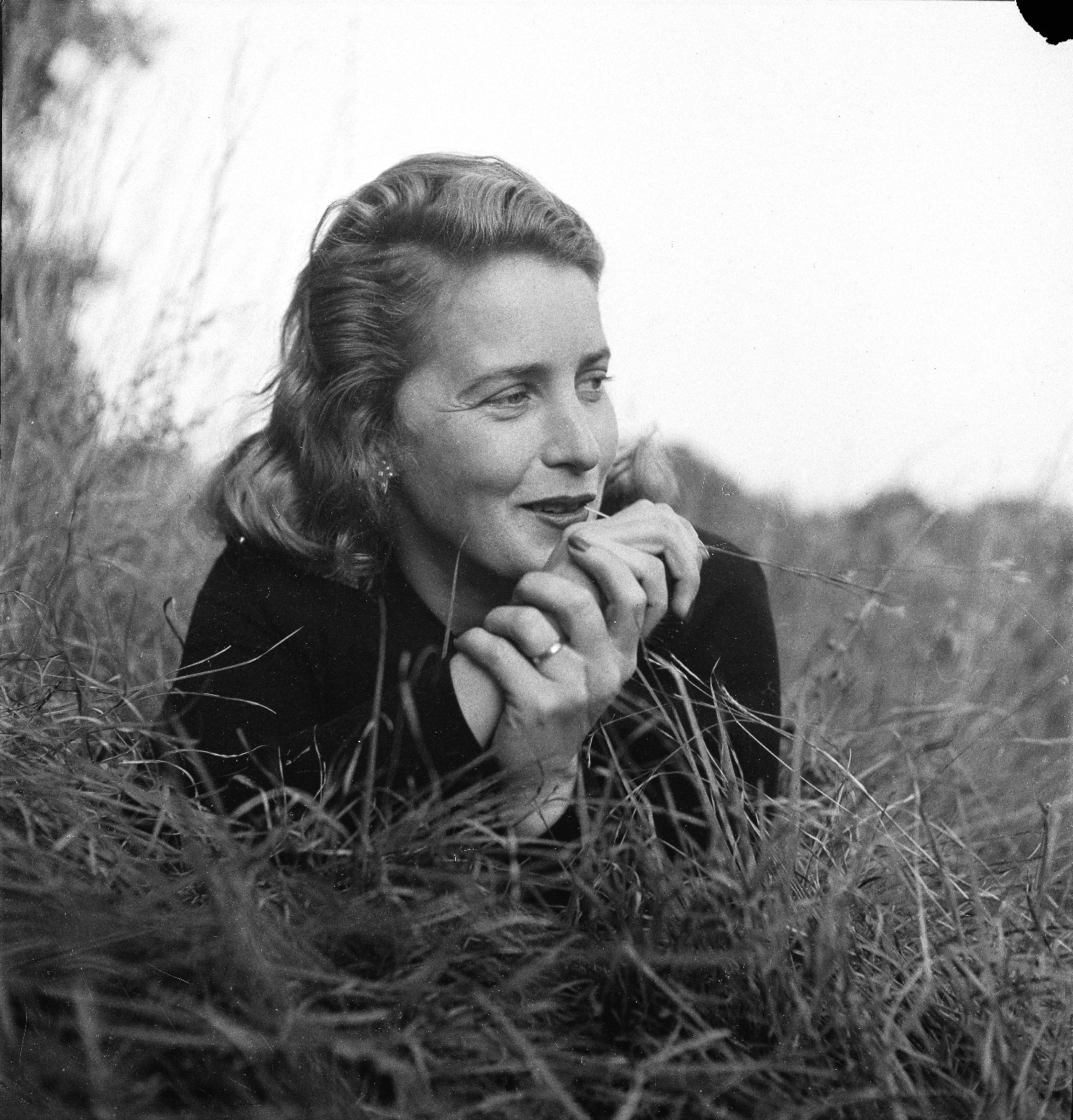
Consuelo Kanaga,Margarita Wise Brown.Museo de Brooklyn
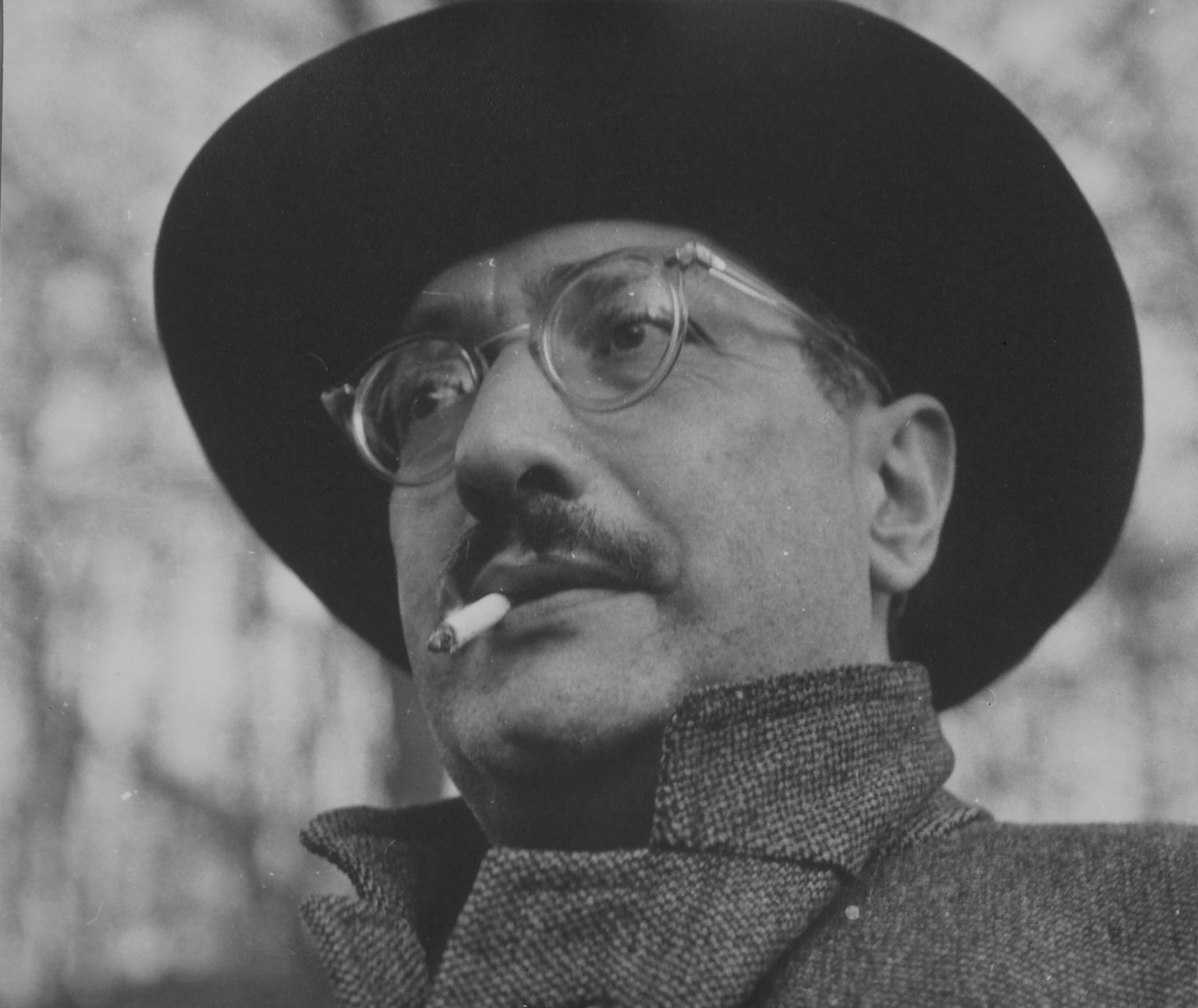
Consuelo Kanaga,Marcos Rothko.Museo de Brooklyn
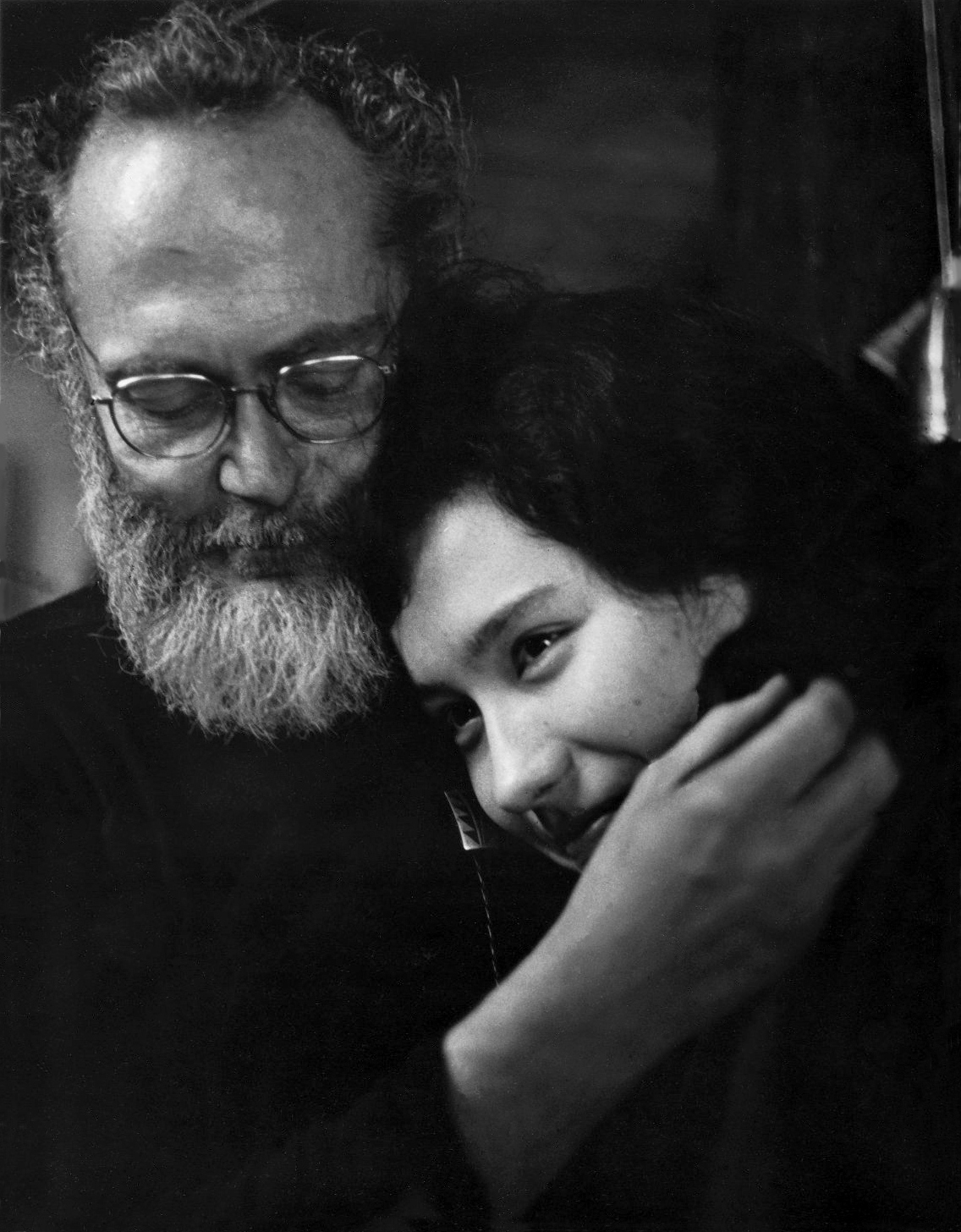
Consuelo Kanaga,sin título (fotógrafo W. Eugene Smith y esposa Aileen).Museo de Brooklyn